# 남영덕 나들목
남영덕 나들목(S.Yeonhdeok IC)은 경상북도 영덕군 남정면 장사리에 설치될 예정인 동해고속도로의 교차로이다. 2025년 12월에 개통될 예정이다.

## 연혁
- 2017년 1월 13일 : 나들목 신설을 위해 영덕군 도시계획시설 교통광장에 남정면 장사리 일원을 남영덕 나들목으로 고시[1]

## 구조물 정보
- 위치: 경상북도 영덕군 남정면 장사리

## 접속하는 도로
- 회리길